# Jimmy Lin
Jimmy Lin Chih-Ying (15 de octubre de 1974, Taipéi), es un cantante y actor profesional taiwanés.

## Biografía
Nació en Taipéi, Taiwán, República de China, el 15 de octubre de 1974.
Lin fue el segundo hijo de una familia de cinco hijos. 
Se graduó de la Escuela Primaria de Xiao Zhong Huai Sheng en una Escuela Secundaria. A la edad de 16 años, mientras estudiaba teatro y fotografía en Gang Hwa.
Salió con la actriz Ruby Lin, durante tres años antes de terminar.
En octubre del 2009 anunció su compromiso con la modelo Kelly Chen, la pareja se casó el 30 de julio de 2013 en Phuket, Tailandia, el 15 de septiembre de 2009 tuvieron su primer hijo, Kimi Lin. El 5 de diciembre de 2015 la pareja le dio la bienvenida a sus gemelos, Jenson y Kyson Lin.

## Carrera
Lin fue descubierto durante una actuación en la escuela. Durante este tiempo, fue la estrella de la escuela, al principio, declinó la oferta de su primer gerente para entrar a la industria del entretenimiento, pero más tarde aceptó la oferta. 
En 1992, a la tierna edad de 17 años, se convirtió en una superestrella para el lanzamiento de su álbum de debut, "No todo el Love Song ha Fond Memories" (不是 每个 恋曲 都有 美好 回忆). Su fama ha barrido a través de Asia e incluso los Estados Unidos donde fue apodado "Little Whirlwind". 
También fue conocido como uno de los "Cuatro Reyes Celestiales Little" en Taiwán. 
Lin se convirtió en el cantante más joven en ocupar un concierto en el Coliseo de Hong Kong, con sólo 18 años y el primer cantante de un concierto sobre una Fuente de Riqueza Suntec City, Singapur, en 1999. 
Llegó al lanzamiento con 13 álbumes, incluyendo ediciones especiales y compilaciones, y desde entonces ha filmado muchas películas y series, así como apoya muchos productos. A lo largo de su carrera de cantante, también recibió muchos premios por sus grandes éxitos de sus álbumes.

## Discografía
- My Lucky Star (2007)
- Jimmy F1ght (2006)
- Best of Jimmy Lin (2004)
- Go for a walk (2000)
- Scarecrow (1999)
- Before dawn breaks (1998)
- I am still myself (1997)
- Men are easily deceived (1997)
- Expect (1996)
- Dream is ahead ā1995)
- Saying goodbye to yesterday (1994)
- Goodbye my friend (1994)
- Fiery Heart (1994)
- Thinking of You (1993)
- Why am i always hurt (1992)
- Summer Of '92 (1992)
- Not every love song has fond memories (1992)

## Filmografía
| Año  | Título                                                              | Personaje                     | Información                                                        |
| ---- | ------------------------------------------------------------------- | ----------------------------- | ------------------------------------------------------------------ |
| 2009 | Shao Lin Si Chuan Qi 2                                              | Li Shi Min                    | Henan TV                                                           |
| 2008 | Live With Chivalry                                                  | John                          | Musical de Chivas                                                  |
| 2007 | My Lucky Star (Fang Yang De Xing Xing)                              | "Vernon" Zhong Tian Qi        | Serie de televisión de SETTV (Taiwán)                              |
| 2004 | Liao Zhai: Xiao Cui                                                 | Wang Yuan Feng                | Serie de televisión                                                |
| 2004 | Shu Jian Qing Xia Liu San Bian                                      | Liu San Bian                  | Serie de televisión                                                |
| 2004 | Wolf                                                                | Assassin                      | Película - Taiwán                                                  |
| 2004 | The Love Winner                                                     |                               | Película - Hong Kong                                               |
| 2003 | Demi-Gods and Semi-Devils (Tian Long Ba Bu)                         | Duan Yu                       | Serie de televisión                                                |
| 2003 | Boxing Hero (Long Hu Ying Xiong)                                    | Dragón                        | Película - Hong Kong                                               |
| 2002 | Secretly Loving You                                                 |                               | Serie de televisión - invitado especial (en episodios 27, 28 y 29) |
| 2002 | The Monkey King: Quest for the Sutra (Qi Tian Da Sheng Sun Wu Kong) | Na Ja                         | Serie de televisión                                                |
| 2002 | The Legendary Siblings II (Jue Shi Shuang Jiao)                     | Jiang Fei Yu / Jiang Xiao Yu  | Serie de televisión                                                |
| 2001 | Feng Chen Wu Die                                                    | Periodista                    | Serie de televisión                                                |
| 2001 | My Heart Will Go On                                                 | Bao Yi                        | Film - China                                                       |
| 2000 | Lotus Lantern (Bao Lian Deng)                                       | Liu Chen Xiang                | Serie de televisión                                                |
| 2000 | Master Swordsman Lu Xiaofeng                                        | Lu Xiaofeng                   | Serie de televisión                                                |
| 1999 | The Legendary Siblings (Jue Dai Shuang Jiao)                        | Jiang Xiao Yu                 | Serie de televisión                                                |
| 1999 | Red Word                                                            | Ah Hu                         | Película - Tailandia                                               |
| 1999 | Ang Yee: Luuk chaai phan mangkawn                                   |                               | Película - Tailandia                                               |
| 1998 | Chirvalous Legend                                                   | Liao Tian Ding                | Película - Taiwán                                                  |
| 1998 | Heavenly Legend                                                     | The Monkey King / Sun Wu Kong | Película - Hong Kong                                               |
| 1995 | Forever Friends                                                     | Mago                          | Película - Hong Kong                                               |
| 1995 | School Days (Xue xiao ba wang)                                      | Xu Zhi Hao / Xiao Zhi         | Película - Hong Kong/Taiwán                                        |
| 1994 | Grandpa's Love (侄孙情)                                             | Jiang Xing Jian               | Película - Hong Kong                                               |
| 1994 | No Sir 3 (Bao gao ban zhang 3)                                      | Lin Xiao Ying                 | Película - Hong Kong                                               |
| 1993 | Shaolin Popeye (Xiao lin xiao zi)                                   | Pi Shi Ting / "Espinaca"      | Película - Hong Kong                                               |
| 1993 | Vampire Family (Yi wu shao ya gui)                                  | David Jen                     | Película - Hong Kong                                               |
| 1993 | Boys are Easy (Zhui nan zi)                                         | Ching Siu Pei / Xiao Bei      | Película - Hong Kong                                               |
| 1993 | End of the Road (Yi yu zhi mo lu ying xiong)                        | Ah Ding                       | Película - Taiwán                                                  |
| 1992 | Flying Dagger (Shen Jing Dao yu Fei Tian Mao)                       | Han Lin / Little Dagger       | Film - Hong Kong                                                   |
| 1992 | Butterfly and Sword (Xin liu xing hu die jian)                      | Príncipe Cha                  | Película - Hong Kong/Taiwán                                        |
| 1992 | To Miss With Love (Tao xue wai zhuan)                               | Lin Chi Yin                   | Película - Hong Kong                                               |

### Programas de variedades
| Año  | Programa          | Notas                    |
| ---- | ----------------- | ------------------------ |
| 2016 | Ace vs Ace        | episodio 5 - invitado    |
| 2016 | Hurry Up, Brother | episodio 4.11 - invitado |
| 2015 | Happy Camp        | invitado                 |